# Řád národních hrdinů
Řád národních hrdinů (anglicky: Order of National Heroes) je nejvyšší státní vyznamenání Barbadosu. Založen byl parlamentem Barbadosu v roce 1998 za účelem ocenění nejvýznamnějších postav nejen z národní historie, ale i současnosti. Od roku 2021 jsou jedinými žijícími členy řádu Garfield Sobers a Rihanna.

## Historie a pravidla udílení

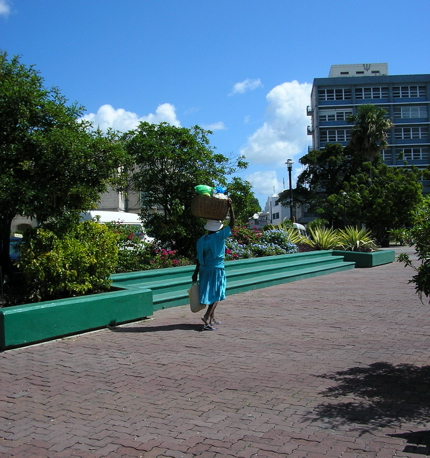
Heroes Square, dříve známé jako Trafalgar Square v Bridgetownu

Řád národních hrdinů jakožto nejvyšší státní vyznamenání Barbadosu byl založen zákonem Order of National Heroes Act 1998, který byl schválen parlamentem Barbadosu v roce 1998. Členové řádu jsou oslovováni jako národní hrdinové s titulem The Right Excellent.
První Den národních hrdinů se slavil dne 28. dubna 1998 v rámci oslav stého výročí narození Grantleye Adamse. Ve stejný den bylo přejmenováno i náměstí Trafalgar Square na Heroes Square.
Do roku 2024 byl řád udělen 11 lidem, z nichž jich deset na vyznamenání nominoval předseda vlády Owen Arthur. Oficiálně jim byl řád udělen generálním guvernérem Barbadosu v roce 1998. Barbados National Heroes Gallery umístěná v Muzeu parlamentu dokumentuje životy a přínos jednotlivých národních hrdinů.
V roce 2021 barbadoská vláda zahájila hledání nových národních hrdinů. Občané Barbadosu byli vyzváni, aby posílali nominace lidí, o kterých si myslí, že by si zasloužili získat toto nejvyšší ocenění. Vláda nakonec rozhodla o udělení řádu zpěvačce Rihanně. Vyznamenání ji bylo předáno v první den existence Barbadoské republiky, tedy 30. listopadu 2021. Po vzniku republiky prezident Barbadosu, který je po právní stránce nástupcem generálního guvernéra Barbadosu, převzal roli a povinnosti generálního guvernéra jmenovat národní hrdiny.

## Nositelé vyznamenání
1. The Right Excellent Bussa[5]
2. The Right Excellent Sarah Ann Gill[5]
3. The Right Excellent Samuel Jackman Prescod[5]
4. The Right Excellent Charles Duncan O'Neal[5]
5. The Right Excellent Grantley Herbert Adams[5]
6. The Right Excellent Clement Osbourne Payne[5]
7. The Right Excellent Hugh Worrel Springer[5]
8. The Right Excellent Frank Leslie Walcott[5]
9. The Right Excellent Errol Walton Barrow[5]
10. The Right Excellent Garfield Sobers[5]
11. The Right Excellent Rihanna[5][6][7]